# Hura crepitans
Hura crepitans är en törelväxtart som beskrevs av Carl von Linné. Hura crepitans ingår i släktet Hura och familjen törelväxter. Inga underarter finns listade i Catalogue of Life.

## Bildgalleri

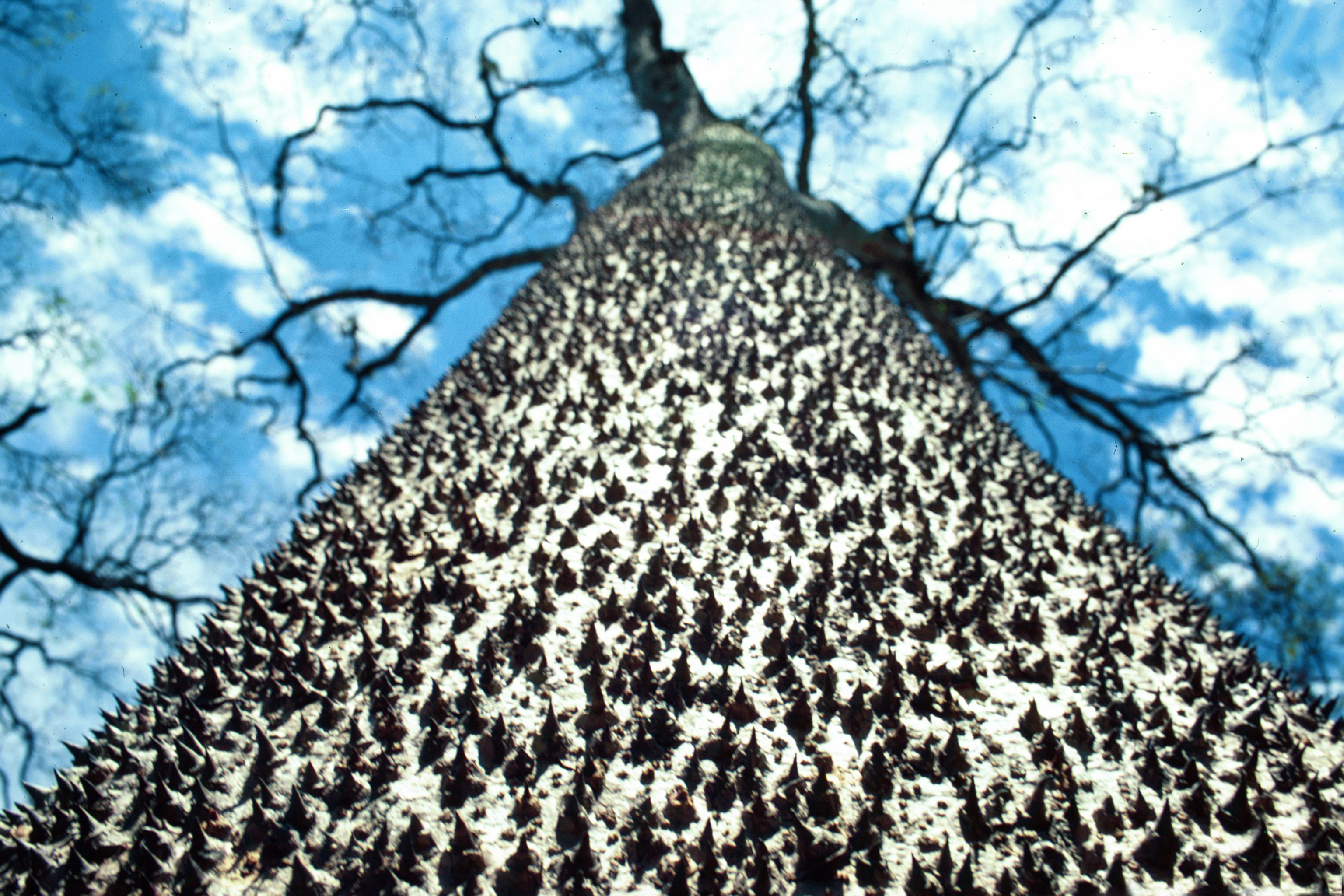
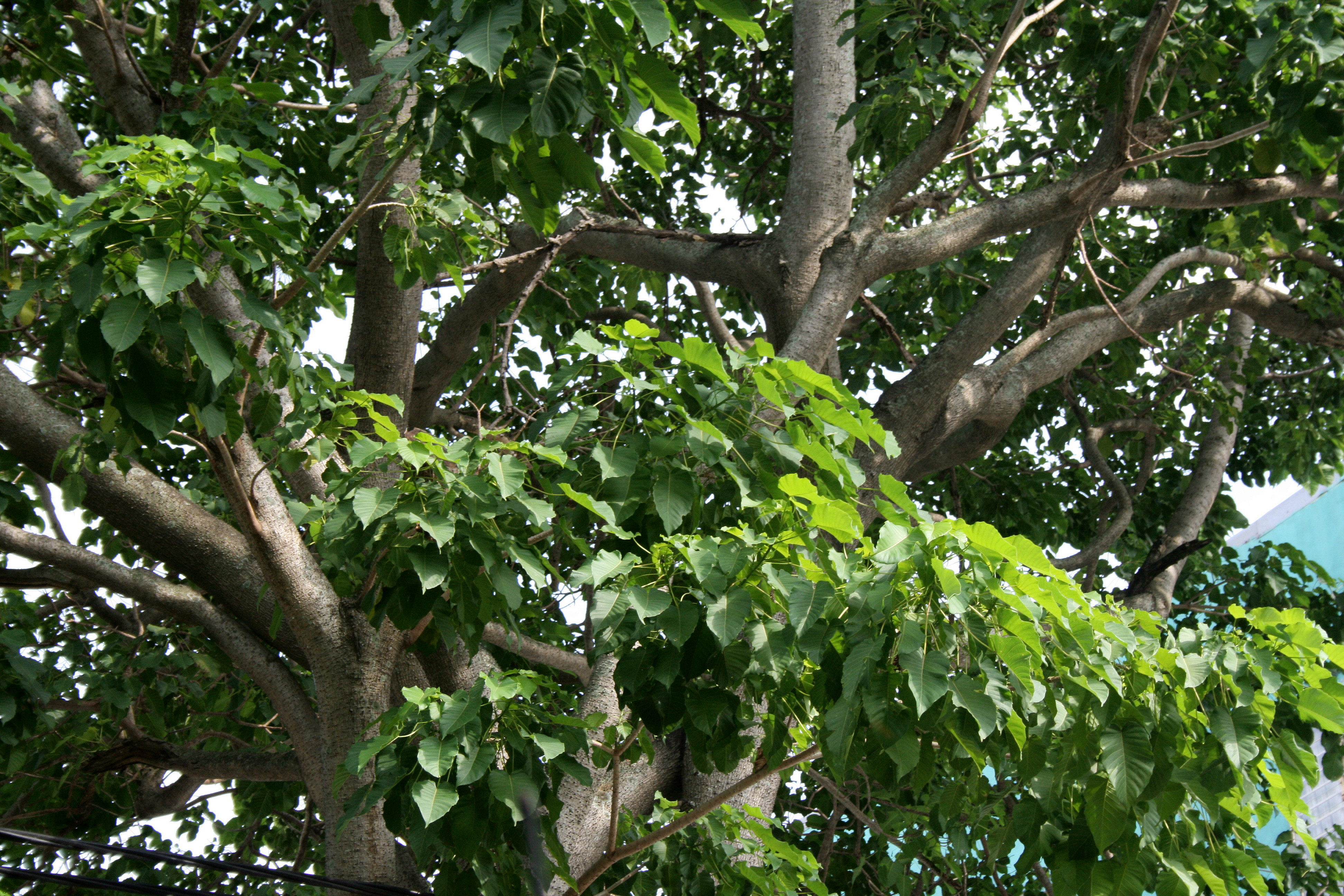
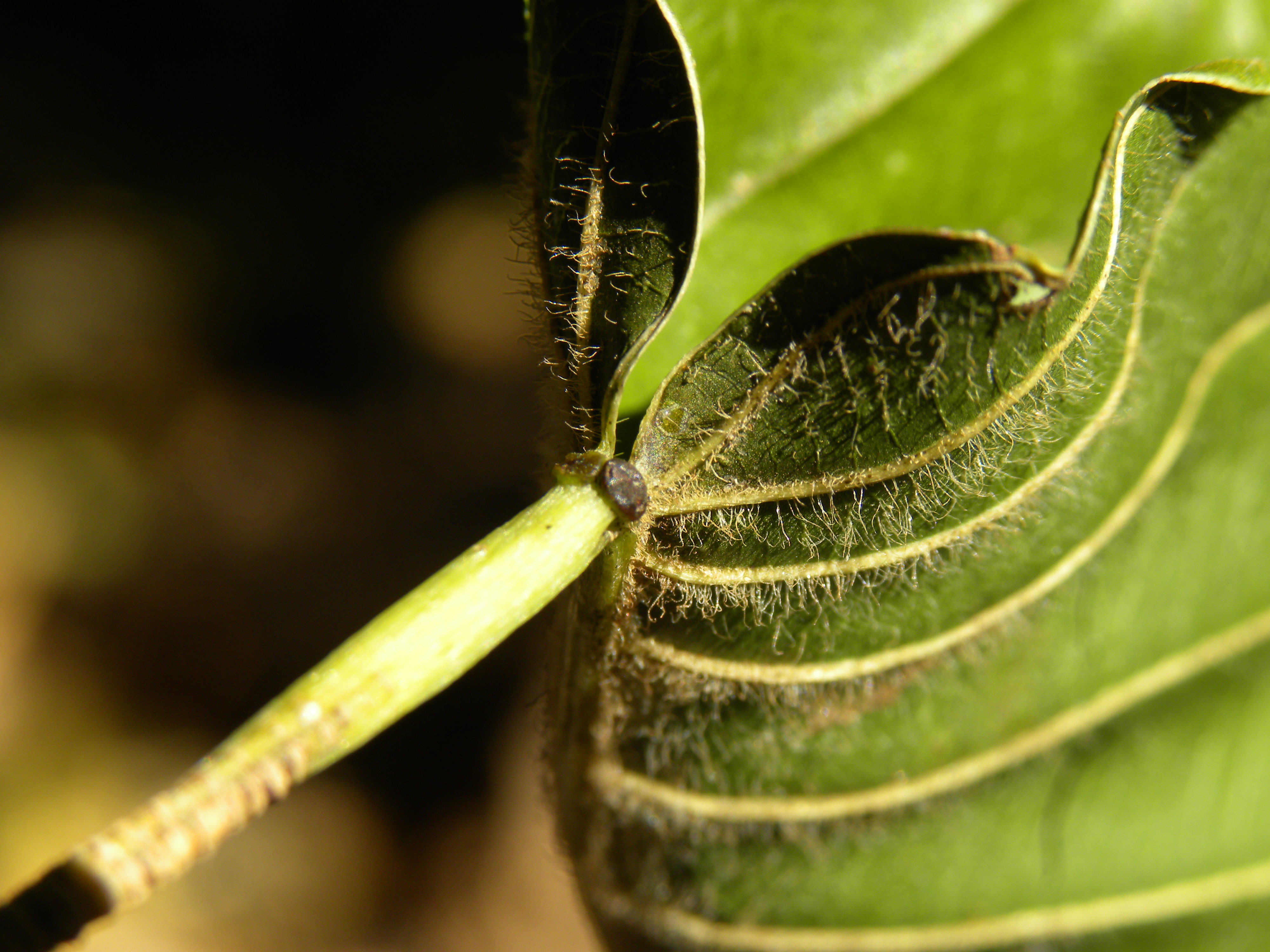
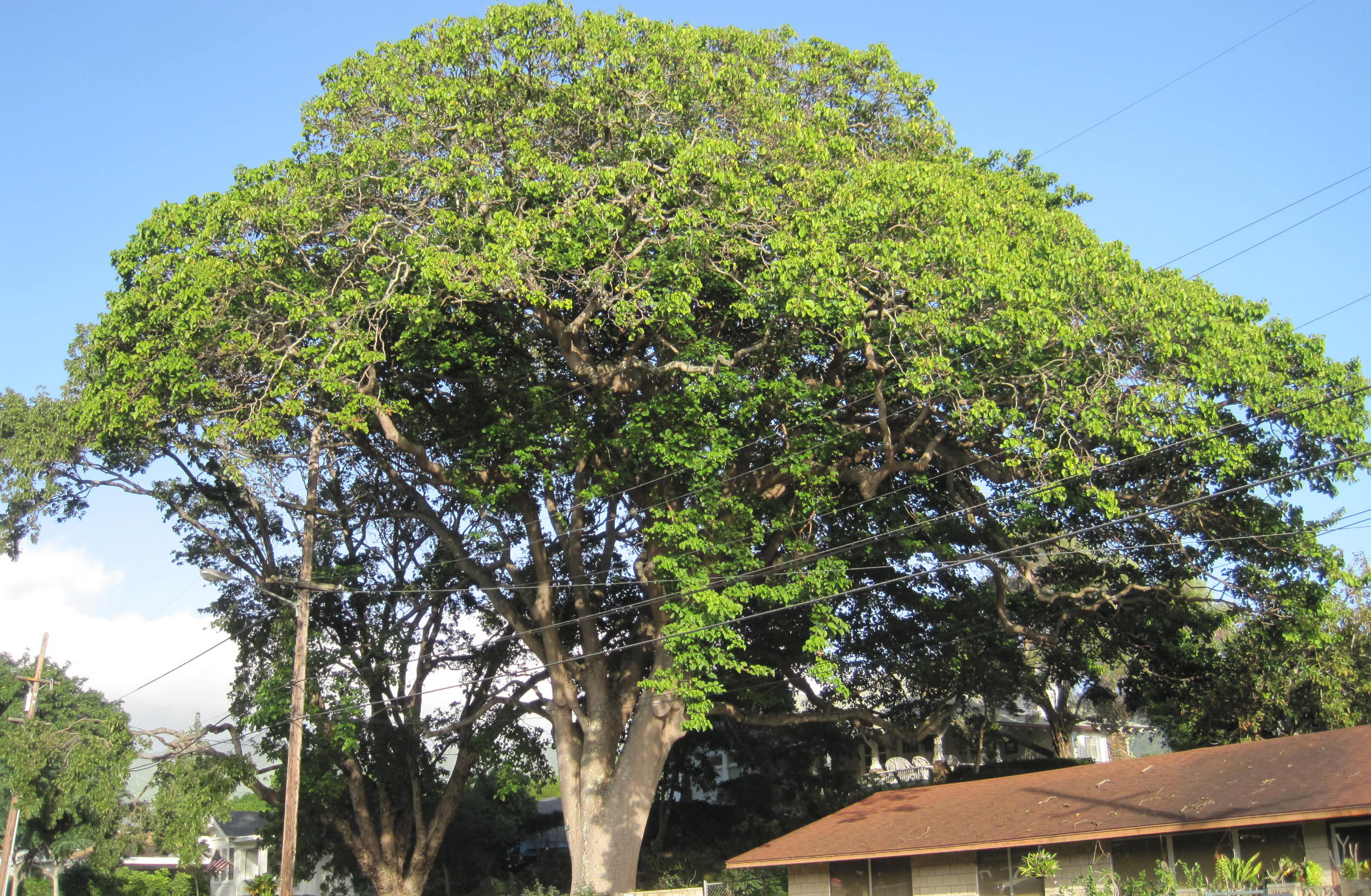
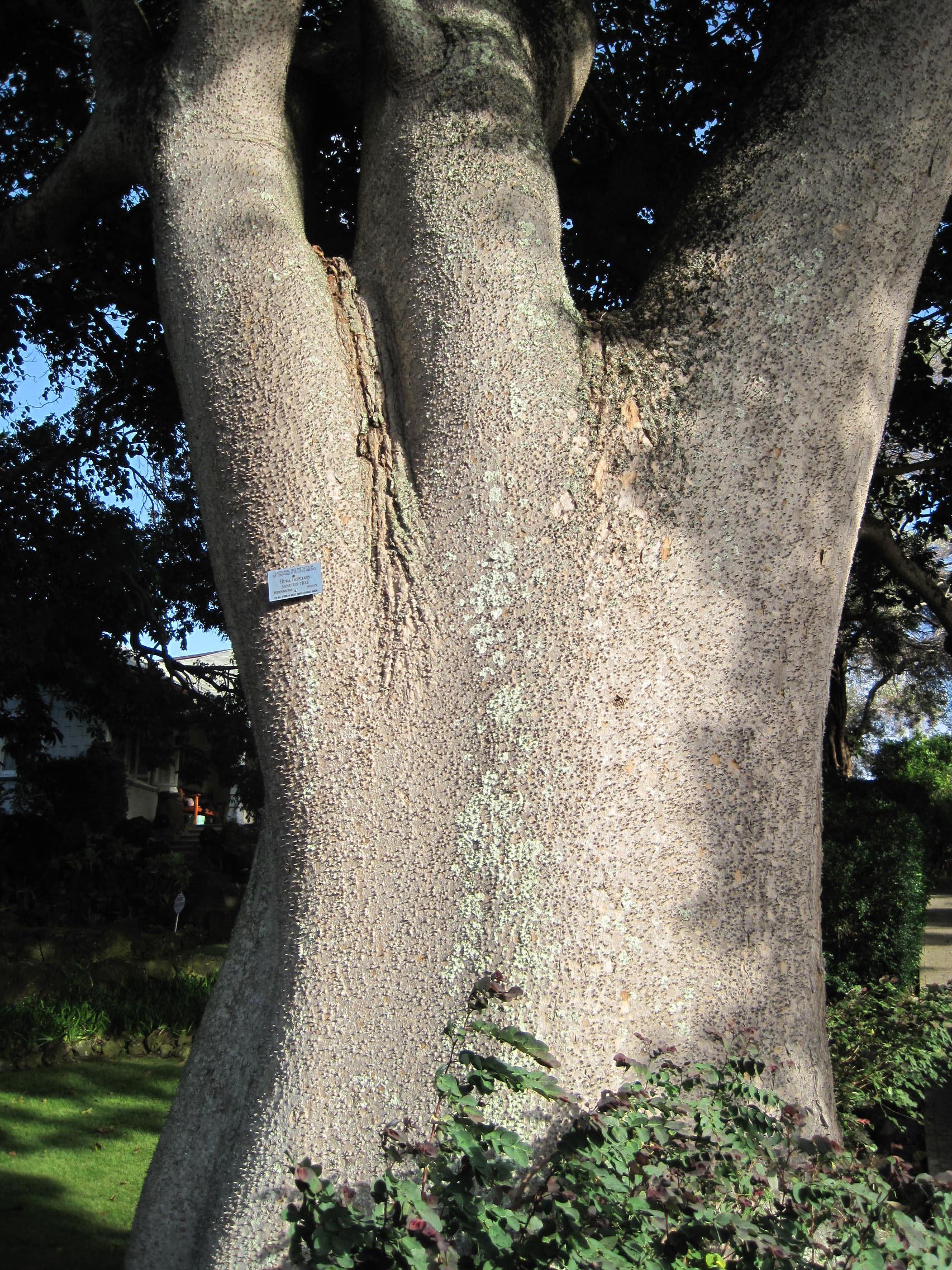
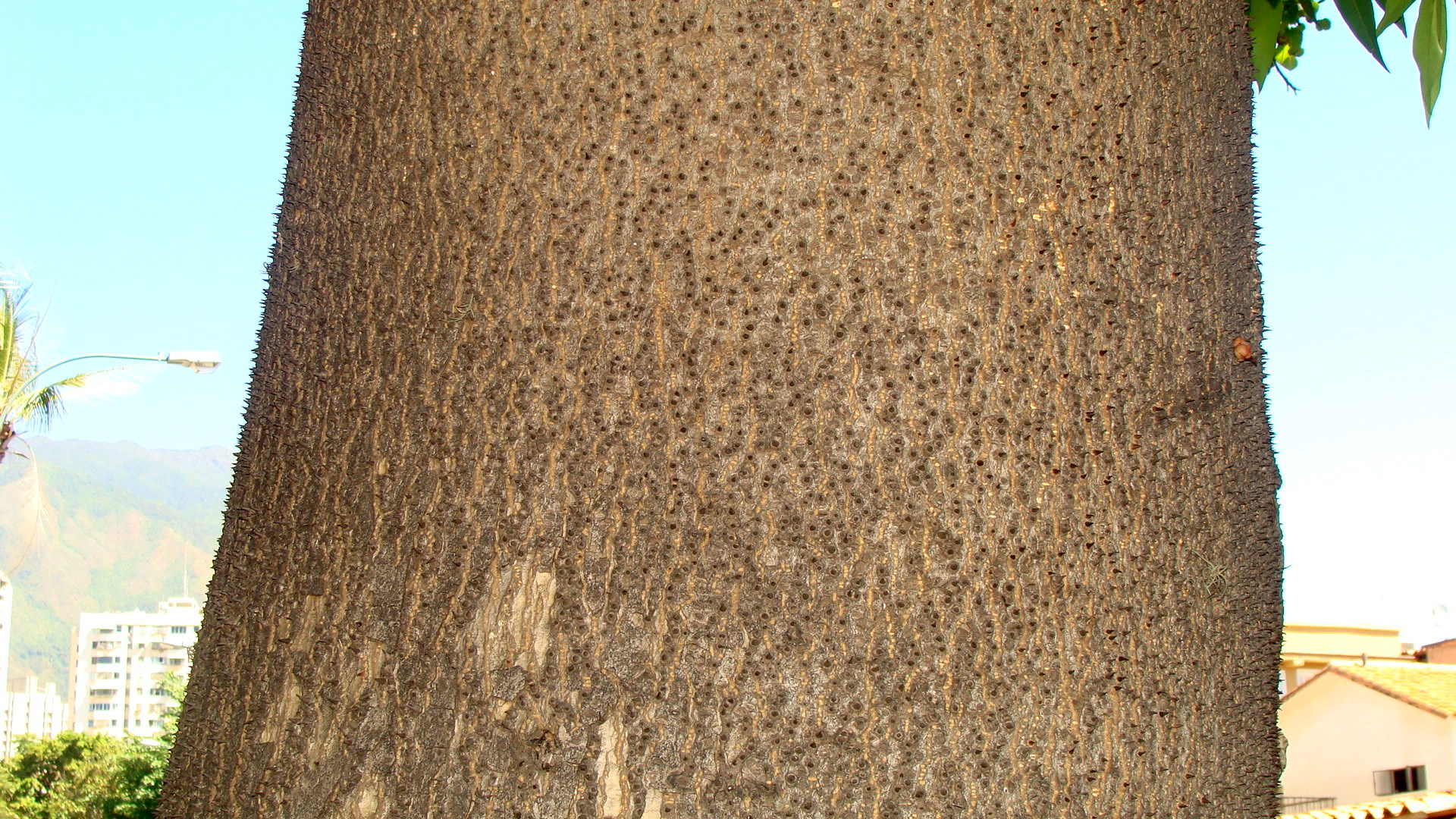